# Tarnowiec (województwo małopolskie)
Tarnowiec – wieś w Polsce, położona w województwie małopolskim, w powiecie tarnowskim, w gminie Tarnów. 

## Toponimia
Pierwotna nazwa Tarnów, następnie Tarnów Mały. Pieczęć wiejska z lat 1909–1910 przedstawia krzak (drzewko) o rozłożystej koronie, prawdopodobnie tarninę. Napis w otoku: GMINA TARNOWIEC. Nazwa pochodzi od krzewów tarniny używanych jako kolczaste wykończenie obwałowań wokół miejscowego grodziska, a później fos zamku Leliwitów. 

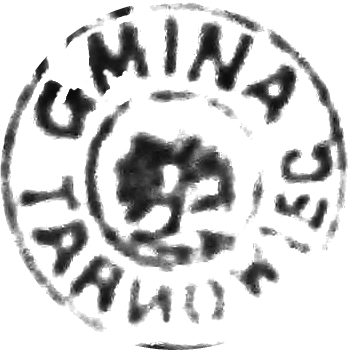
Pieczęć wiejska z początku XX w

## Historia
Najstarszy ze znanych zapisków, prawdopodobnie z 1124 r., wymienia miejscowość Tarnów Mały wśród dóbr klasztoru tynieckiego. Źródła historyczne wyszczególniają, że właśnie Tarnów Mały był na przełomie XIII i XIV w. najważniejszym punktem osadniczym w regionie. Argumentem przemawiającym za tym ma być fakt, że właśnie w Tarnowie Małym najwcześniej funkcjonowała parafia.
W 1536 we wsi znajdował się folwark zamkowy, karczma, obfite łąki i sadzawki. W tym czasie osadę zamieszkiwało 8 zagrodników (z rodzinami). W latach 1547–1939 wieś należała do tzw. Hrabstwa Tarnowskiego.
W 1863 Marceli Kuźniarski (administrator Sanguszków na dobrach w Tarnowcu) miał pełnić rolę kwatermistrza, pomagał przerzucać oddziały oraz kwaterował ochotników do walk w powstaniu styczniowym.
4 czerwca 1866, podczas upału i przy silnym wietrze od wschodu pożar zniszczył w Tarnowcu "13 domów włościan, tyleż stodół i kilka małych zabudowań gospodarskich" oraz gumna dworskie. W ogniu zginęła babcia z wnukiem. Tylko jeden dom był ubezpieczony.
Uchwałą Sejmu Krajowego zatwierdzoną przez cesarza dnia 12 lipca 1870 Rada Powiatowa w Tarnowie "ma prawo pobierać myto od drogi powiatowej z Tarnowa na Tuchów do Gromnika i do mostu na Białej pod Tuchowem. Pobór odbywać się będzie w Tarnowcu, Tuchowie i Siedliskach".
28 sierpnia 1876 po uderzeniu pioruna spłonęła miejscowa karczma dworska a w niej zapasy zboża i 12 sztuk bydła.

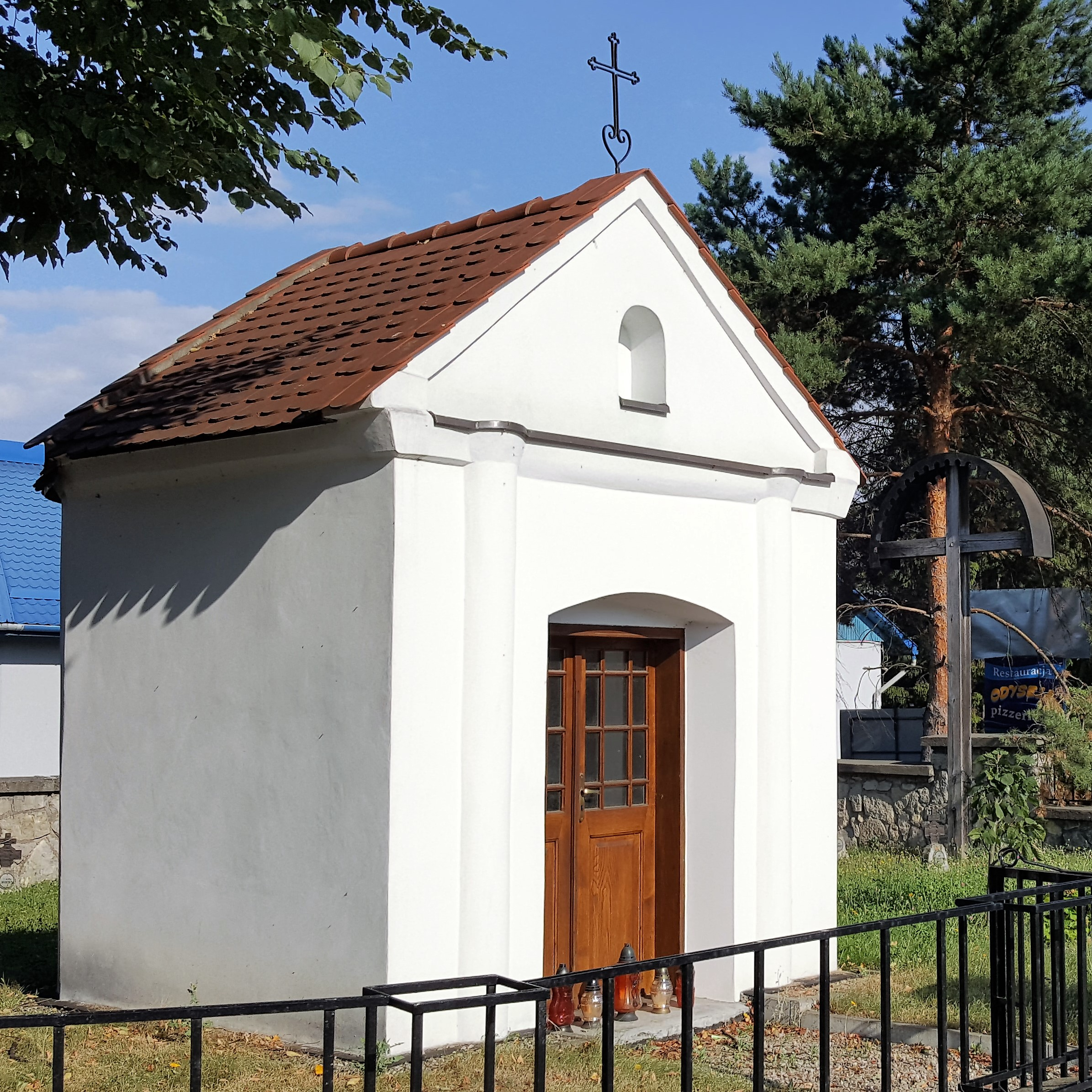
Kapliczka domkowa w środku wsi wystawiona przez rodzinę Brońców ok. 1900 roku.

W 1880 wieś liczyła 463 rzymskich katolików oraz 25 izraelitów. Miała gminną kasę pożyczkową, karczmę, tartak "Rudy", cegielnię "Konstancja" i folwark należący do księcia Eustachego Sanguszki. Księgi parafialne katedry tarnowskiej wymieniają na przełomie XIX w. i XX w. m.in. następujące rodziny tarnowieckie: Broniec, Czosnyka, Jachym, Jasiak, Kasprzyk, Kicia, Kościółek, Kozioł, Lach, Laska, Mazur, Mitera, Najdała, Nowak, Pyzdek, Skorupa, Sowiźrał, Stępek, Trybulec, Wątek, Wojciechowski, Wojtarowicz, Wzorek, Zgłobiś.
W końcu XIX w. do Tarnowca przynależały trzy przysiółki: Budy, Stawy i Wólka Tarnowiecka. Integralne części wsi w XX w.: Dębczak, Łąki, Młyny, Najdałówka, Przyczki, Rudy, Słupy, Stara Wieś, Wólka, Zimna Woda.
W 1909 roku nad Tarnowcem przeszło gradobicie co Rada Gminna w Tarnowcu w oficjalnym piśmie do starostwa poczytała jako karę za dzieciobójstwo przez jedną z mieszkanek wsi.
Towarzystwo Szkoły Ludowej otwarło w 1909 roku w Tarnowcu czytelnię wiejską.
W 1910 tarnowiecką karczmę dzierżawił Żyd Leon Gintel.

### I wojna światowa

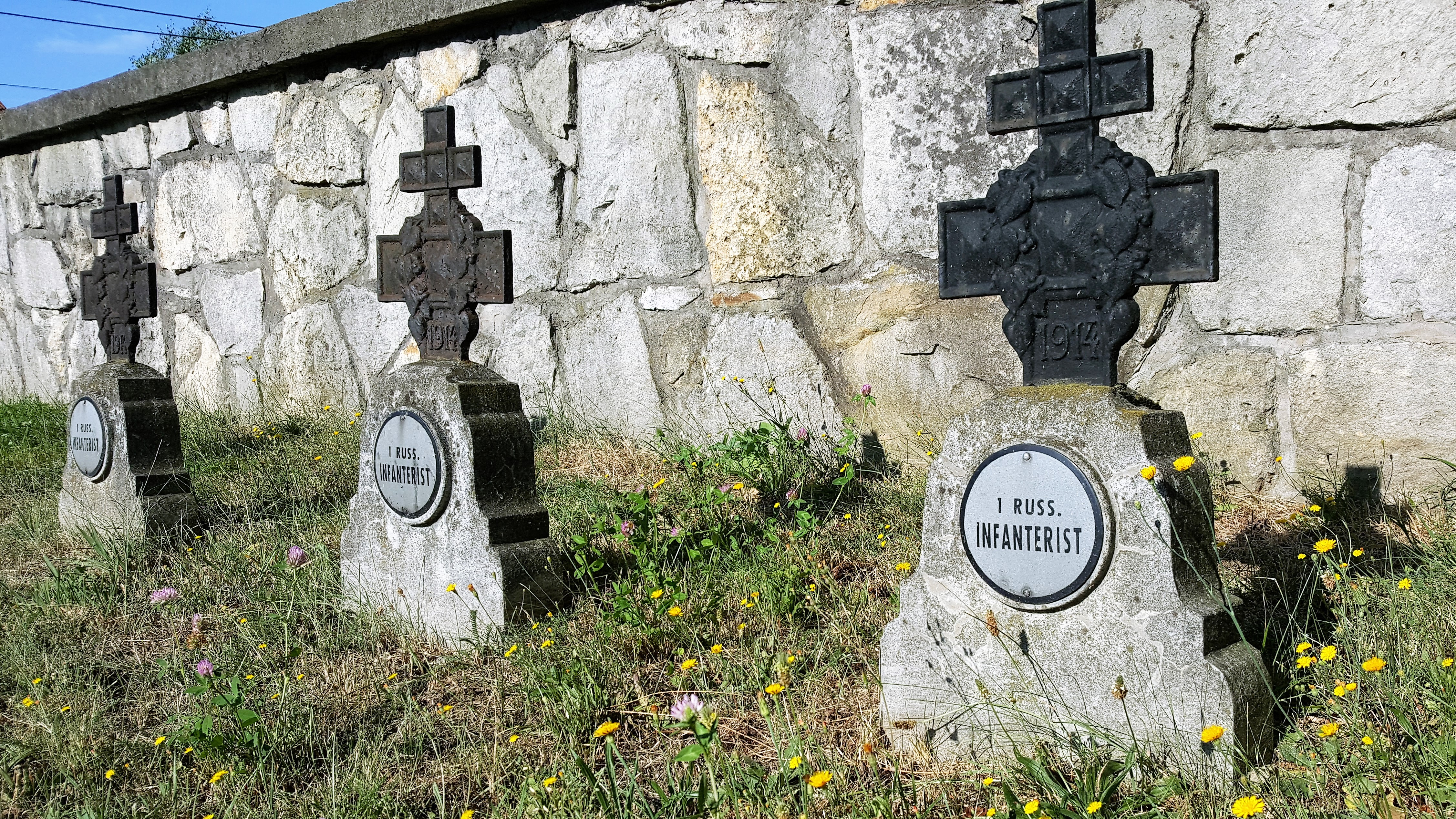
Cmentarz wojenny nr 180

11 listopada 1914 roku do wsi wkroczyły pierwsze patrole kozackie, potem dotarły inne wojska. Według relacji chłopów na wieś podczas walk w 1915 roku spadły 23 pociski artyleryjskie. Spalono karczmę. W Tarnowcu stacjonowali żołnierze 33 dywizji i Czerwony Krzyż. We dworze księcia Sanguszki znajdowały się dwa szpitale: międzynarodowy i 33 dywizji. Odwrót Rosjan nastąpił 2 maja 1915 roku. Dziennikarz "Czasu" tak opisywał pozostałe po bitwie groby: 

"przy drodze dworskiej gromadka krzyżów. Jest ich 15, stoją na grobach, kryjących zwłoki żołnierzy rosyjskich. W jednym tylko grobie spoczywa więcej ciał, w innych pojedynczo, jak świadczą umieszczone na krzyżach napisy. Wśród Rosjan pochowano też kapitana wojsk austriackich Karola Ercela, który zmarł od ran 16 grudnia z. r.". 

### Okres międzywojenny
W 1919 roku zorganizowano szkołę w jednej izbie wynajętej początkowo w domu rodziny Kuciembów, a następnie Słowików. W 1930 na terenie podarowanym przez Romana Sanguszkę postawiono budynek szkolny. W 1934 w wyniku reformy samorządu wieś włączono do Gminy Gumniska.
W latach 1937–1939 wybudowano tzw. Dom Katolicki, który pełnił później funkcję kaplicy. Sanguszko ofiarował plac i drewno na budowę. Kamień węgielny wmurował w 1938 biskup Franciszek Lisowski. W uroczystościach brali udział m.in. starostwa tarnowski Syska oraz Zarząd Dóbr Księcia Sanguszki.
Podczas przepędzania bydła przez bród na rzece Biała 18 lipca 1938 utonął porwany przez nurt Andrzej Brożek, parobek Józefa Jasiaka.

### II wojna światowa
W grudniu 1939 Niemcy wybrali i wywieźli w nieznanym kierunku piętnastu Żydów z Tuchowa. Kilka miesięcy później, w rejonie wsi Tarnowiec przypadkowy rolnik odkrył w lesie zwłoki. Były to ciała zaginionych. Po zapłaceniu okupantowi łapówki, Żydzi mogli zidentyfikować i przewieźć ofiary na cmentarz w Tuchowie.
W czasie drugiej wojny światowej dowódcą miejscowego plutonu ZWZ-AK był p.Pyrek. W Domu Katolickim stacjonowało niemieckie wojsko. Pod koniec wojny okoliczna ludność pracowała przy budowie umocnień tzw. panzergrabów.

### Współcześnie
W styczniu 1953 przeniesiono z Rzędzina do Tarnowca Państwowy Ośrodek Maszynowy w skrócie POM. Świadczył on m.in. usługi remontowe ciągników dla terenu całego powiatu tarnowskiego. 9 grudnia 1980 erygowano w Tarnowcu parafię. W latach 1983–1990 wybudowano kościół parafialny. W latach 1975–1998 miejscowość położona była w województwie tarnowskim.  Przez wieś przepływa potok Dębina. We wsi znajduje się zabytkowy cmentarz  wojenny nr 180 z okresu I wojny światowej.

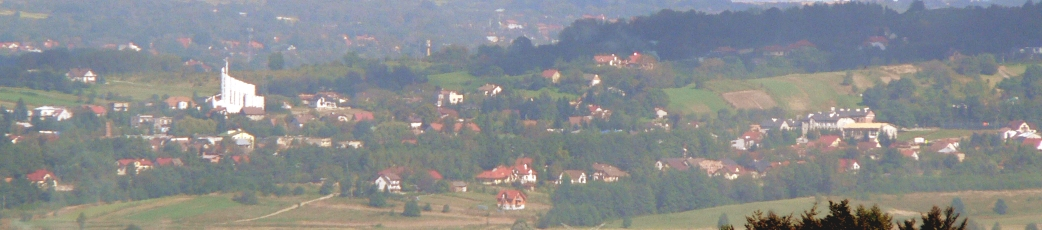
Panorama wsi

## Integralne części wsi
| SIMC    | Nazwa      | Rodzaj    |
| ------- | ---------- | --------- |
| 0833119 | Młyny      | część wsi |
| 0833125 | Stara Wieś | część wsi |
| 0833131 | Wólka      | część wsi |

## Zabytki
Obiekt wpisany do rejestru zabytków nieruchomych województwa małopolskiego.
- Cmentarz wojenny nr 180, kapliczka.

## Osoby związane z miejscowością
- Michał Korczyński (1784–1839) – biskup przemyski, urodzony w Tarnowcu[27]
- Ludwik Droba (1854–1879) – historyk[28]
- Józefa Frysztakowa (1921–2008) – poetka
- Ksawery Masiuk – pływak, złoty medalista Mistrzostw Europy Juniorów[29][30]